# Eumops auripendulus
Eumops auripendulus is een zoogdier uit de familie van de bulvleermuizen (Molossidae). De wetenschappelijke naam van de soort werd voor het eerst geldig gepubliceerd door Shaw in 1800.